# Trường Đại học Công nghiệp Việt Trì
Trường Đại học Công nghiệp Việt Trì (Tên tiếng anh: Viet Tri University Of Industry, VUI) là một trong những trường đại học có thương hiệu lâu đời về đào tạo và nghiên cứu nhóm ngành kinh tế công nghiệp và kỹ thuật công nghiệp tại vùng Trung du và miền núi phía Bắc. Trường trực thuộc Bộ Công Thương và được giám sát về đào tạo bởi Bộ Giáo dục và Đào tạo.

## Lịch sử hình thành
Năm 1954, miền Bắc nước ta hoàn toàn giải phóng, chấm dứt sự đô hộ gần một thế kỷ của Chủ nghĩa thực dân, bắt đầu vào thời kỳ khôi phục lại nền kinh tế và xây dựng chủ nghĩa xã hội trên nửa phần đất nước. Trước đòi hỏi cấp bách về đội ngũ cán bộ kỹ thuật phục vụ cho công cuộc xây dựng chủ nghĩa xã hội, ngày 25 tháng 6 năm 1956, Bộ trưởng Lê Thanh Nghị đã ký Quyết định số 184/BCN thành lập trường Kỹ thuật trung cấp II và đặt địa điểm của Trường tại khu Thượng Đình, Hà Nội. Ngay từ những năm đầu thành lập, được sự giúp đỡ của các chuyên gia Liên Xô, Trung Quốc, nhà trường đã biên dịch, soạn thảo được nhiều tài liệu và xây dựng được đội ngũ giáo viên cho các ngành học: Hoá Vô cơ, công nghiệp Thực phẩm, Hoá nhuộm, Khai khoáng, Địa chất, Giấy và đồ hộp.
Ngày 29 tháng 01 năm 1962, nhà trường đã được đổi tên thành trường Trung cấp Hoá chất.
Sau khi miền Nam hoàn toàn giải phóng và thống nhất đất nước, thì ngành Công nghiệp Hoá chất đã phát triển mạnh mẽ và đòi hỏi đội ngũ cán bộ kỹ thuật trong ngành phải có trình độ chuyên môn cao hơn. Tổng cục Hoá chất đã giao cho trường đào tạo thí điểm đội ngũ kỹ thuật viên cấp cao. Với sự giúp đỡ tận tình của trường Đại học Bách khoa Hà Nội trong việc đào tạo, bồi dưỡng đội ngũ cán bộ giảng dạy và xây dựng chương trình đào tạo, năm 1980 nhà trường đã đào tạo thí điểm khoá kỹ thuật viên cấp cao đầu tiên cho ngành Hoá Vô cơ và Cơ khí Hoá chất và sau đó là ngành Hoá Phân tích và Hoá Hữu cơ. Qua hơn 10 năm đào tạo, đội ngũ kỹ thuật viên cấp cao, những sinh viên tốt nghiệp ra trường đã được các doanh nghiệp trong và ngoài ngành đánh giá cao về năng lực chuyên môn đặc biệt là kỹ năng thực hành. Cũng từ thực tế đó, tháng 9 năm 1995, Bộ Giáo dục- Đào tạo đã Quyết định cho trường được đào tạo trình độ Cao đẳng với 4 ngành đó là Kỹ thuật Hoá Vô cơ; Kỹ thuật Hoá Hữu cơ; Hoá Phân tích và Cơ khí Hoá chất.
Xuất phát từ thực tế sản xuất và trình độ người lao động trong các nhà máy phải được nâng cao, thì nhà trường đã sớm xây dựng chiến lược phát triển ở giai đoạn mới. Được sự giúp đỡ của khoa Hoá của trường Đại học Tổng hợp (nay là khoa Hoá thuộc trường Đại học Khoa học tự nhiên của Đại học Quốc gia Hà Nội) đã mở 2 lớp cao học cho cán bộ và giáo viên của trường cùng với sự đầu tư về cơ sở vật chất để đáp ứng yêu cầu đào tạo ở trình độ cao hơn. Ngày 24 tháng 1 năm 1997, Thủ tướng Chính phủ đã ra Quyết định số 47/QĐ-TTg thành lập trường Cao đẳng Hoá chất trên cơ sở nâng cấp trường Trung học Hoá chất.
Tháng 2 năm 2006, trường Cao đẳng Hoá chất được Bộ Công Thương và Bộ Giáo dục và Đào tạo trình Thủ tướng để đưa vào quy hoạch xây dựng trở thành trường đại học và đáp ứng được tiêu chuẩn của một cơ sở đào tạo ở trình độ đại học, thì nhà trường đã xây dựng mục tiêu, chiến lược phát triển và kế hoạch với biện pháp thực hiện chiến lược đó mà tập trung vào 2 nhiệm vụ quan trọng mang tính chất quyết định sự tồn tại và phát triển nhà trường đó là: Tập trung công tác đào tạo đội ngũ cán bộ và đầu tư xây dựng cơ sở vật chất phục vụ cho công tác đào tạo của nhà trường. Đến ngày 20 tháng 01 năm 2011, Nhà trường chính thức được nâng cấp thành trường Đại học Công nghiệp Việt Trì theo quyết định số 126/QĐ-TTg của thủ tướng Chính phủ nước Cộng hòa xã hội chủ nghĩa Việt Nam.

## Các khoa
1. Khoa Công nghệ Hóa học và Môi trường (Trưởng khoa TS. Nguyễn Mạnh Tiến)
- Ngành Công nghệ kỹ thuật hóa học
+ Chuyên ngành công nghệ vật liệu silicat
+ Chuyên ngành công nghệ vô cơ-điện hóa
+ Chuyên ngành công nghệ hữu cơ hóa dầu
+ Chuyên ngành công nghệ hóa dược.
+ Chuyên ngành máy thiết bị hóa chất
- Ngành Công nghệ kỹ thuật môi trường
+ Chuyên ngành Công nghệ môi trường
+ Chuyên ngành Quản lý tài nguyên môi trường
- Ngành Công nghệ sinh học
+ Chuyên ngành Công nghệ sinh học
- Ngành Công nghệ thực phẩm
+ Chuyên ngành Công nghệ thực phẩm
+ Chuyên ngành Đảm bảo chất lượng và an toàn thực phẩm
2. Khoa Kỹ thuật Phân tích (Trưởng khoa TS. Quản Cẩm Thúy)
- Ngành Hóa học 
+ Chuyên ngành Hóa phân tích
3. Khoa Cơ khí - Ô tô(Trưởng khoa TS. Vũ Quốc Hiến)
- Ngành Công nghệ kỹ thuật cơ khí
+ Chuyên ngành Công nghệ chế tạo máy
+ Chuyên ngành Công nghệ kỹ thuật cơ điện tử
+ Chuyên ngành Cơ khí động lực
- Ngành Công nghệ kỹ thuật ô tô
+ Chuyên ngành Công nghệ kỹ thuật ôtô
4. Khoa Công nghệ Thông tin (Trưởng khoa TS. Nguyễn Quốc Khánh)
- Ngành Công nghệ thông tin
+ Chuyên ngành Công nghệ thông tin
+ Chuyên ngành Mạng máy tính và truyền thông
+ Chuyên ngành An ninh mạng
+ Chuyên ngành Công nghệ phần mềm
5. Khoa Điện (Trưởng khoa TS. Nguyễn Đắc Nam)
- Ngành Công nghệ kỹ thuật điện, điện tử
+ Chuyên ngành Hệ thống điện
+ Chuyên ngành Điện tử công nghiệp
+ Chuyên ngành Điện công nghiệp
+ Chuyên ngành Điện tử viễn thông
- Ngành Công nghệ kỹ thuật điều khiển và tự động hóa
+ Chuyên ngành Điều khiển tự động
+ Chuyên ngành Tự động hóa
6. Khoa Kinh tế (Trưởng khoa TS. Vũ Thị Phương Lan)
- Ngành Kế toán
+ Chuyên ngành Kế toán doanh nghiệp
+ Chuyên ngành Kế toán kiểm toán
- Ngành Quản trị kinh doanh
+ Chuyên ngành Quản trị kinh doanh tổng hợp
+ Chuyên ngành Quản trị kinh doanh du lịch và khách sạn
7. Khoa Ngoại ngữ (ThS. Nguyễn Xuân Long)
- Ngành Ngôn ngữ Anh
+ Chuyên ngành Ngôn ngữ Anh
8. Khoa Khoa học Cơ bản (Trưởng khoa ThS. Hoàng Minh Văn)
9. Bộ môn Lý luận chính trị (TS. Bùi Ngọc Hà)

Cơ sở Việt Trì: Số 9 Phường Tiên Cát - Thành phố Việt Trì - Tỉnh Phú Thọ
Cơ sở Lâm Thao: Khu 10 - Xã Tiên Kiên - Huyện Lâm Thao - Tỉnh Phú Thọ

### Hiệu trưởng qua các thời kỳ
- NGƯT-TS. Quản Đình Khoa  (2004-12/2014)
- NGƯT-TS. Vũ Đình Ngọ (01/2015-04/2023)
- TS. Vũ Đức Bình - PHT Phụ trách (05/2023 - nay)

## Chất lượng đào tạo

### Đội ngũ giảng viên
Tính đến tháng 12 năm 2016, trường có 282 giảng viên. Trong đó có 32 tiến sĩ, 220 thạc sĩ và 30 giảng viên có trình độ đại học.

### Chất lượng đầu ra thực tế
| Thời gian khảo sát sau tốt nghiệp | Số SV nhập học | Số SV tốt nghiệp đúng hạn | Tỉ lệ SV tốt nghiệp loại xuất sắc | Tỉ lệ SV tốt nghiệp loại giỏi | Tỉ lệ SV thu nhập trên 10 triệu | Tỉ lệ có việc làm sau khi ra trường |
| --------------------------------- | -------------- | ------------------------- | --------------------------------- | ----------------------------- | ------------------------------- | ----------------------------------- |
| 1 năm                             | 818            | 648                       | 1%                                | 6,89%                         | 1.1 %                           | 90%                                 |

* Tỉ lệ sinh viên có việc làm trong vòng một năm sau khi ra trường đã bao gồm số lượng người ra trường có khởi nghiệp thành lập doanh nghiệp, không bao gồm ngộ nhận khởi nghiệp như đa cấp.
* Thống kê không dành cho bậc đào tạo thấp như cao đẳng với trung cấp, nên không thể nội suy chất lượng đào tạo ở hai hệ đào tạo này.

## Huân chương
- 3 Huân chương Lao động hạng Ba (các năm 1960; 1964 và 1968)
- 1 Huân chương Lao động hạng Nhì (năm 1985, 2023)
- 1 Huân chương Lao động hạng Nhất (năm 1997)
- 1 Huân chương Chiến công hạng Ba (năm 1990)
- 1 Huân chương Độc lập hạng Ba (năm 2002)
- 1 Huân chương độc lập hạng Nhì (năm 2006)
- 1 Huân chương Độc lập hạng Nhất (năm 2011)